# Escolos
Escolos (en grec, Σκώλος) és un topònim que apareix al Catàleg de les naus, de la Ilíada, referit a una de les ciutats de Beòcia de les que va sortir el contingent dels beocis que es dirigiren cap a Troia.
La localització d'Escolos no ha estat establerta amb certesa.
Se la menciona en les Hel·lèniques d'Oxirinc com una de les ciutats que no tenien muralles i que, davant de l'amenaça dels atenesos a l'inici de la Guerra del Peloponès, feren sinecisme amb Tebes, ciutat que duplicà així el seu nombre d'habitants.
Segons Estrabó, es tractava d'un lloc inhòspit i assenyala que fou l'indret on fou esquartertat Penteu.